# Maurits Anton Brants
Maurits Anton Brants (Vorden, 11 juni 1853 - Zelhem, 29 november 1929) was een Nederlands bioloog, bestuurder en politicus voor de Anti-Revolutionaire Partij.
Maurits Anton Brants werd in 1853 geboren als zoon van de landeigenaar en Vordense wethouder Jan Isaäc Brants en Catharina Zwanida Johanna Mathilda van Löben Sels. Hij studeerde wis- en natuurkunde met als specialisatie biologie aan de Rijksuniversiteit Utrecht van 1872 tot 1881, alwaar hij promoveerde op dissertatie. Vervolgens ging hij aan de slag als docent plant- en dierkunde aan de gemeentelijke hogere burgerschool en docent natuurlijke historie aan de Burgerdag- en avondschool, beide in Zutphen, van 1881 tot 1895.
In 1883 trouwde Brants te Leeuwarden met jkvr. Rigtje Johanna van Adringa de Kempenaer, dochter van het Eerste Kamerlid Tjaard Anne Marius Albert van Andringa de Kempenaer. Hiermee trouwde Brants in een invloedrijke familie, met door de tijd diverse Kamerleden en bestuurders in de gelederen.
In 1895 werd Brants benoemd tot burgemeester van Zelhem, en van 1901 tot 1906 was hij tevens lid van de Gelderse Provinciale Staten. In 1903 versloeg hij de Vrij-Liberaal Willem Hendrik de Beaufort bij tussentijdse verkiezingen voor de Tweede Kamer der Staten-Generaal. In 1905 werd hij nog eenmaal herkozen, toen hij opkwam tegen de eveneens vrij-liberaal Tideman. Eind 1906 verliet hij Kamer en Provinciale Staten om burgemeester van Schiedam te worden, wat hij zou blijven tot 1910.
In de Tweede Kamer sprak hij over uiteenlopende onderwerpen, zoals de begroting van Oorlog, de herziening van de drankwet en vivisectie. De orthodox-hervormde Brants was zelf geheelonthouder en vegetariër, en bestreed de vivisectie. Van 1904 tot 1910 was hij lid van de Staatscommissie-Van Zinnicq Bergmann en in 1910 werd hij benoemd tot Ridder in de Orde van de Nederlandse Leeuw.